# 新安江大桥
29°28′17.9″N 119°15′58.0″E / 29.471639°N 119.266111°E
新安江大桥是中国浙江省建德市市中心的一座拱桥，全长375米，跨径布置为84m+120m+84m，1991年12月开工建设，1994年5月28日竣工通车，总投资1229万元，是新安江上最早的桥梁之一，也是浙江省第一座中承式不等跨钢管混泥土拱桥。 